# Isarachnanthus maderensis
Isarachnanthus maderensis är en korallart som beskrevs av Oscar Henrik Carlgren 1924. Isarachnanthus maderensis ingår i släktet Isarachnanthus och familjen Arachnactidae. Inga underarter finns listade i Catalogue of Life.